# 太田勘太郎
太田 勘太郎（おおた かんたろう、1874年〈明治7年〉6月5日 - 1937年〈昭和12年〉12月20日）は、日本の醸造家、実業家、政治家。福岡市会議長、同市参事会員。博多商工会議所会頭、同常議員。福岡商工会議所会頭。福岡県多額納税者。族籍は福岡県平民。

## 人物
福岡県平民・太田與三郎の長男。1892年、家督を相続した。醤油醸造業を営み、会社重役であった。八幡海陸物産市場代表取締役、太田屋醤油店社長、福岡県醤油同業組合長、福岡銀行取締役、九州勧業監査役などをつとめた。また政界に進出し、福岡市会議長をつとめた。福岡県在籍で、住所は福岡市蔵本町。

## 家族・親族
太田家
1868年、太田与三郎が博多蔵本町において醤油醸造業を興し、その商号を「カクダイ醤油」と称した。1892年、太田勘太郎が家業を継承した。1931年、会社経営を法人組織に改め、「株式会社太田屋醤油店」を設立した。1937年、太田六郎が代表取締役に就任した。1969年、太田正太郎が代表取締役に就任した。株式会社太田屋醤油店本社所在地は福岡市博多区美野島。
- 父・與三郎（1851年 - ?）[2][3][8]
- 母・ヤエ（1855年 - ?、祖父・清吉の二女）[2][3]
- 妹
  - トモ（1883年 - ?）[3]
  - テフ（1886年 - ?、福岡、舟津則之の長男禾郎の妻）[3][10]
- 妻
  - スエ（1875年 - ?、福岡士族、小金丸勝譽の養女）[8]
  - チヨ（1884年 - ?、福岡、藤井隆太郎の姉）[3]
- 養子・六郎（1894年 - ?、福岡、高木信吉の五男、長女・タキの夫[2][3]、太田屋醤油店代表取締役[9]）
  - 同妻・タキ[2]
  - 同長男・正太郎[2]（太田屋醤油店代表取締役[9]）
  - 同長女[2]
- 長女・タキ（1895年 - ?、養子・六郎の妻）[3]
- 男（1916年 - ?）[3]
- 二女（1917年 - ?）[3]
- 二男（1919年 - ?）[3]
- 三男（1921年 - ）[3]
- 四男（1923年 - ）[3]
- 五男（1925年 - ）[3]
- 孫[3]

親戚
- 船津禾郎（福岡銀行取締役）[10]